# 小宮浩信
小宮 浩信（こみや ひろのぶ、1983年〈昭和58年〉9月3日 - ）は、日本のお笑いタレント、漫才師。お笑いコンビ三四郎のツッコミ・ネタ作成担当。立ち位置は向かって左。相方は相田周二。

## 人物
- 東京都練馬区出身[2]。血液型A型、身長174 cm、体重68 kg。練馬区立中村小学校、成城学園中学校高等学校卒業[3]。
- 家族は父と妹（母は小宮が高校一年生の時に死去[4]）。父は大学職員、母は塾講師だった[4]。
- 実家は複数のマンションを経営しており非常に裕福で、「将来的には自分が継いで大家になる」と話している[5]
- 高校1年の時に母親が亡くなり、この影響から自身は「勉強しても人はいつか死ぬんだ」と思い、以後は勉強をまったくしなくなった[6]。その結果、留年となったが、小宮はこれに関して「周囲が皆『さん付け』で呼んでくれるし、特に恥ずかしくも無かった」と語っている。高校ではフィールドホッケー部に所属していた[7]。
- PS2ゲームソフト『ワールドサッカーウイニングイレブン8』の西東京地区大会で優勝した経験がある。
- お笑いを始めようと思ったきっかけは、高校で留年して「どうせなら正反対の方に行ってやろう」という反骨心からだった。また、高校2年生の時の文化祭で漫才を披露した時に褒められたことや評判が良かったことも、お笑いの世界に進むきっかけとなっている[8]。
- 芸人になる前から極楽とんぼの大ファンであり、2人に憧れてこの世界に入ったと言っても過言ではないと公言する程である。その中でも「極楽とんぼのテレビ不適合者」（DVD作品）には多大な影響を受けており「当時フェイクドキュメンタリーというジャンルを知らなかったこともあって、それがめちゃくちゃ面白くて。ああいうバカバカしいことをやりたくて芸人を目指した」事を明かしている[9]。
- 衣装は、青色のジャケット、黒のズボン、斜めストライプのネクタイのスーツ姿が基本。初期はグレーのジャケットだった。
- 目つきが悪いといわれるため、伊達眼鏡をかけていることが多い[10]。
- 言葉遣いが悪く、先輩の雨上がり決死隊にもタメ口で話すが[注 1]、雨上がりはこれを面白がり、さらには『アメトーーク!』などへの出演が増え、知名度と人気が一気に上昇した。2016年の年間でのドッキリ企画出演本数は13本にのぼり、2017年は18本で2位、2018年は本数が全タレント1位に輝いた。
- 2022年2月26日（25日深夜）、レギュラー番組『三四郎のオールナイトニッポン0（ZERO）』（ニッポン放送）のオープニングトーク内で、同年2月22日に結婚していたことを発表した。事務所の先輩やラジオのスタッフ等には事前に伝えていたが、相方の相田周二にはサプライズ的に発表するため、ラジオの放送当日の発表まで秘密にしていた[11]。

## 評価
- 数々の芸人やテレビ関係者が小宮を高く評価しており、有吉弘行からはアメトーーク!の『芸人ドラフト会議』内で小宮を指名した際に、天才だとし、小宮の持つ「であれ!」のフレーズは浸透しみんなが使っていると評した[12]。
- アンガールズの田中卓志は小宮を「ワードセンスがすごい」「他の芸人と絶対に違う言葉でツッコんでいる」と評し、ラジオで佐久間宣行のオールナイトニッポン0(ZERO)（ニッポン放送）にゲスト出演した際、ライバルは「三四郎小宮」だと語っている[13]。
- モグライダーの芝大輔は三四郎をかつてライブシーンなどに出ていて面白いと感じ、後に売れていった芸人として『三四郎』を挙げ、相方のともしげも、「同期でこんなに売れた人見たことなかった」と語っている。
- さらば青春の光の森田哲矢は、小宮の才能を「羨ましい」と語っている[14]。
- とんねるずは三四郎の漫才や小宮のキャラクターを面白がり、とんねるずのみなさんのおかげでした（フジテレビ）には度々出演していた。また、オール芸人お笑い謝肉祭'16秋[15]（TBS）では石橋貴明は、各芸人チームの代表がツッコミ力を競う企画での小宮のツッコミの面白さを「さすが天才」と評価している。

## 出演
小宮ピンでの出演を記載。コンビでの出演は三四郎 (お笑いコンビ)を参照。

### バラエティ
- ゴッドタン[注 2]（テレビ東京）
- アメトーーク!（テレビ朝日）
- ロンドンハーツ（テレビ朝日）
- 踊る!さんま御殿!!（日本テレビ）
- 水曜日のダウンタウン（TBS）
- 全力!脱力タイムズ（フジテレビ）
- 帰れま10（テレビ朝日）※不定期特番
- ぐるナイ（日本テレビ）
- 人間観察バラエティ モニタリング（TBS）
- 行列のできる法律相談所（日本テレビ）
- 潜在能力テスト（フジテレビ）
- クイズ☆正解は一年後（TBS） ※不定期特番
- 逃走中（フジテレビ）※不定期特番
- ヒルナンデス!（日本テレビ）
- 有吉探検隊（テレビ朝日）※不定期特番
- ジョブチューン（TBS）
- 戦闘中（フジテレビ）※不定期特番
- もしもツアーズ（フジテレビ）
- マツコ&有吉 かりそめ天国（テレビ朝日）
- ザ!世界仰天ニュース（日本テレビ）
- 有吉くんの正直さんぽ（フジテレビ）
- テレビ千鳥（テレビ朝日）
- 有吉ぃぃeeeee!そうだ!今からお前んチでゲームしない?（テレビ東京）
- いただきハイジャンプ（フジテレビ）
- やすとも・友近のキメツケ!※あくまで個人の感想です（関西テレビ）
- 人志松本の酒のツマミになる話（フジテレビ）
- デカ盛りハンター[注 3]（テレビ東京）
- 芸能人が本気で考えた!ドッキリGP（フジテレビ）
- 火曜は全力!華大さんと千鳥くん（フジテレビ・関西テレビ）
- くりぃむナンタラ（テレビ朝日）
- ワイドナショー（フジテレビ）
- 平子と小宮のずっと高円寺にいるテレビ（2025年4月8日 - 、 FOD）アルコ&ピース平子と共同MC

### 過去の主な出演番組
- 未来ロケット（フジテレビ、2014年4月 - 2015年3月）- レギュラー
- ざっくりハイタッチ（テレビ東京、2014年 - 2015年 ）- 不定期出演
- くりぃむナンチャラ（テレビ朝日、2015年 - 2019年）- 不定期出演
- めちゃ×2イケてるッ!（フジテレビ、2015年 - 2017年）- 不定期出演
- 有吉ジャポン（TBS、2015年 - 2019年）- 不定期出演
- 旅ずきんちゃん（TBS、2015年 - 2017年）- 不定期出演
- とんねるずのみなさんのおかげでした（フジテレビ、2015年 - 2016年）- 不定期出演
- VS嵐（フジテレビ、2015年 - 2020年）- 不定期出演
- あいつ今何してる?（テレビ朝日、2015年 - 2021年）- 不定期出演
- 有吉弘行のダレトク!?（フジテレビ、2016年 - 2018年）- 不定期出演
- NEWSな2人（TBS、2016年）- 不定期出演
- NEO決戦バラエティ キングちゃん（テレビ東京、2016年 - 2018年）- 不定期出演
- 万年B組ヒムケン先生（TBS、2016年4月25日 - 2017年3月27日） [16] - レギュラー
- 雨上がりと5人のツッコミ芸人旅（フジテレビ、2017年1月3日）- メインキャスト
- お笑いゆとりフォー（フジテレビ、2017年1月4日）- メインキャスト
- 嫉妬に身を焦がすBAR（テレビ朝日、2017年1月4日）- メインキャスト
- ローラと直美のGo!Go!TV（フジテレビ、2017年2月4日）- MC
- 下町ロケバラエティ番組 浅草ベビ9（テレビ東京、2017年4月2日 - 9月24日）- MC
- 大人のワザ技（テレビ朝日、2017年8月28日、9月4日｝- MC
- 下町ロケバラエティ番組 浅草うず九（テレビ東京、2018年1月14日 - 4月2日）- MC
- でんじろうのTHE実験（フジテレビ、2019年 - 2021年）- 不定期出演
- ひねくれ3→自慢したい人がいます〜拝啓 ひねくれ3様〜（テレビ東京、2019年4月6日 - 2020年3月28日）- レギュラー
- 華丸大吉&千鳥のテッパンいただきます!（フジテレビ、2019年 - 2020年）- 不定期出演
- ローランド先生（フジテレビ、2019年7月29日 - 8月1日）- MC
- KAT-TUNの世界一タメになる旅（TBS、2019年）- 不定期出演
- カチコチTV（2020年12月18日 - 2025年6月20日、FANZA TV）- MC
- ナニソレ! 〜ツッコミ入れさせていただきます〜（静岡朝日テレビ、2021年6月21日 - 24日）- メインキャスト
- ギリギリライブ イマドキ女子のリアル生態調査（2021年9月28日、10月5日、北海道文化放送）- マンスリーMC
- お笑い実力刃（テレビ朝日、2021年）- 不定期出演
- 島崎和歌子の悩みにカンパイ（テレビ東京、2022年4月28日）- メインキャスト
- 上田竜也の見た目で絶対決めつけないTV（テレビ東京、2022年5月28日）- MC
- コンビニロングヒット商品 金のアイデア銀のアイデア（テレビ大阪・テレビ愛知・テレビ東京、2022年5月28日）- メインキャスト

### ドラマ
- 99.9-刑事専門弁護士- SEASON II 最終話（2018年3月18日） - 山岡真一 役
- 闇の伴走者（WOWOW、2018年3月31日） - 三浦太一 役
- ラーメン大好き小泉さん（フジテレビ、2019年4月5日）- ラーメン屋の滑舌の悪い常連客 役
- ドラゴン桜 第4話（TBS,2021年5月16日）-ガソリンスタンドの店員 役[17]
- 悪女（わる）働くのがカッコ悪いなんて誰が言った? 第4話（日本テレビ、2022年5月4日） - ぶつかりおじさん 役
- 家政夫のミタゾノ 第6シリーズ 第4話（2023年10月31日、テレビ朝日） - 婚活番組の出演者 役[18]

### CM
- ダイハツ工業「ムーヴ キャンバス」（2017年9月11日）高畑充希と共演

### 吹き替え
- サボタージュ（2014年） - トム・"パイロ"・ロバーツ〈マックス・マーティーニ〉役[19]

### ラジオ
- AKB48のオールナイトニッポン（ニッポン放送、2018年5月9日・6月6日[20]）
- 小宮のバチボコラジオ（三四郎ファンクラブ内限定ラジオ、2021年8月31日 - ）

### 舞台
- 舞台『AGASA』（2024年4月18日、EX THEATER ROPPONGI）[21]

### 映画
- 逃走中 THE MOVIE:TOKYO MISSION（2024年7月19日、東映） - 本人 役[22]